# Westfield Junction

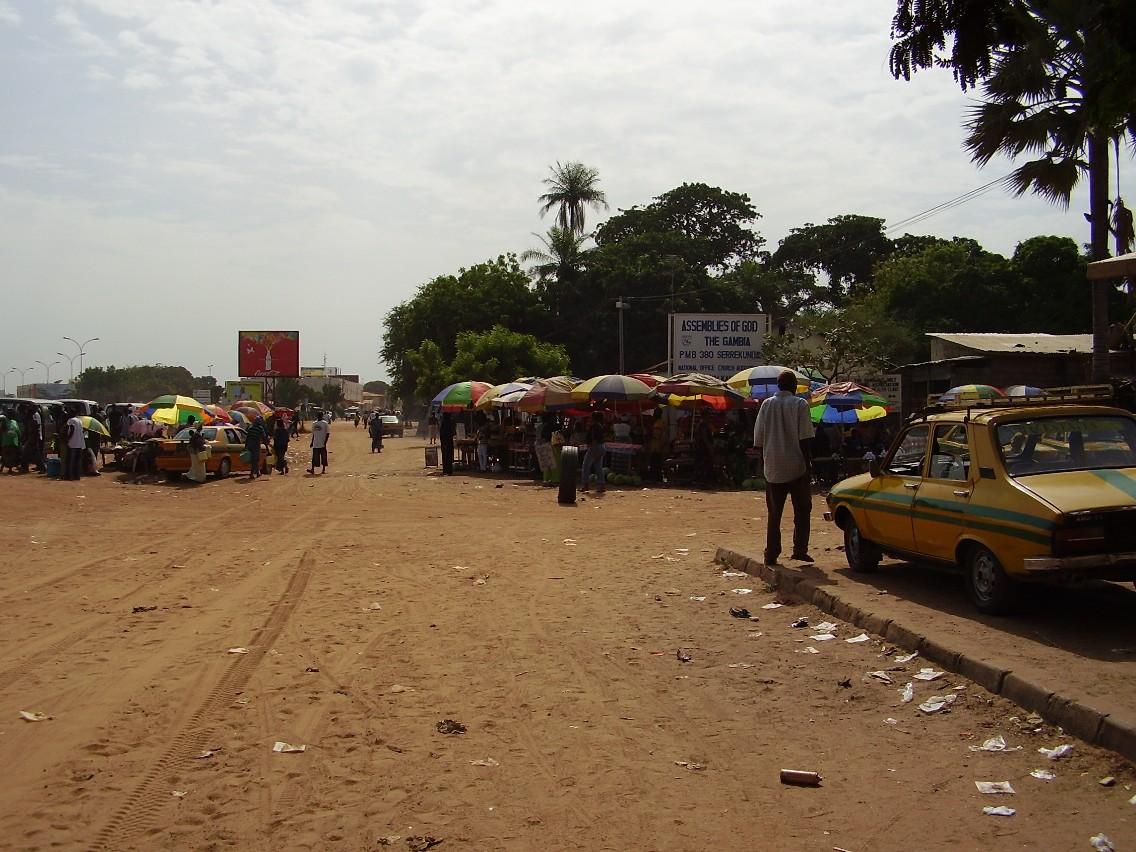
An der Westfield Junction (2007)

Westfield Junction (deutsch Westfield-Kreuzung) ist eine Straßenkreuzung in der Stadt Serekunda im westafrikanischen Staat Gambia.
An diesem Verkehrsknotenpunkt treffen wichtige Hauptstraßen zusammen, so der Banjul-Serekunda Highway von Banjul aus nordöstlicher Richtung, der sich nach Süden als Kombo Sillah Drive fortsetzt. In nordwestlicher Richtung führt die Kairaba Avenue nach Bakau, und die Sayerr Jobe Avenue führt nach Südwesten nach Sukuta.
Benannt ist die Kreuzung nach der naheliegenden Westfield Clinic, einer Privatklinik des sekundären Gesundheitssektors in Gambia.
An der Kreuzung befinden sich zwei Skulpturen: die erste stellt einen Palmwein-Sammler und die zweite Skulptur (englisch Youth Monument) stellt zwei Schüler dar, die ein Buch hoch halten. Mehrere Banken haben hier ihre Filialen, unter anderem die Standard Chartered Bank Ltd. und die Trust Bank Ltd.